# Veres László (tanár)
Mocsolyai Veres László (Várkony, 1816. december 24. – Debrecen, 1872. március 12.) pedagógus, képző-intézeti igazgató.

## Élete
Várkonyban született, ahol apja tanító volt. Tanult 1825 és 1837 között a debreczeni kollegiumban; ahol nagyobb diák korában egy évig az első szónoklati osztályban tanított, a következő évben pedig az első évi bölcselőket a görög nyelv-, matézis- és történelemre tanította. Ez utóbbi évben (1838) báró Vay Lajos fia Béla nevelését vállalta el. 1839 őszén köztanítói hivatala bevégzése után Berlinbe ment és ott az egyetem hallgatója volt; fél évig a Diesterweg vezetése alatti tanítóképzőt és az egyetemen testgyakorló intézetet látogatta, mellékesen a francia és angol nyelvek tanulásával képezte magát. 1841-től 1850-ig növendékével beutazta Németországot, Belgiumot, Hollandiát, Franciaországot és Angliát. 1851. május 9-én a debreceni református főiskola neveléstani tanárának megválasztották, mely hivatalát 1851. augusztus 15-én Párizsban kelt levelével elfogadta és 1852-ben elfoglalta tanári székét, melyhez a francia nyelv tanítása és az elemi iskolák felügyelősége is kötve volt. 1869. áprilisban az ujonnan rendezett tanítóképző igazgatója lett. Itt működött míg szemeinek elgyengülése lemondásra kényszerítette.